# Listă de filme western din anii 1980
Aceasta este o listă de filme western din anii 1980.
| 1980                                                        |                                     | |                                                       |                                                                 |
| Heaven's Gate                                               | Michael Cimino                      | Kris Kristofferson, Christopher Walken, John Hurt, Sam Waterston, Brad Dourif, Isabelle Huppert, Joseph Cotten, Jeff Bridges                                                                                  | Statele Unite ale Americii                            | epic Western                                                    |
| High Noon, Part II: The Return of Will Kane                 | Jerry Jameson                       | Lee Majors, David Carradine | Statele Unite ale Americii                            | B Western                                                       |
| Kenny Rogers as The Gambler                                 | Dick Lowry                          | Kenny Rogers, Bruce Boxleitner, Harold Gould, Clu Gulager, Lance LeGault, Lee Purcell, Ronnie Scribner, Noble Willingham, Christine Belford                                                                   | Statele Unite ale Americii                            | Western tradițional                                             |
| The Legend of Alfred Packer                                 | Jim Roberson                        | Patrick Dray, Ronald Haines | Statele Unite ale Americii                            | biographical Western                                            |
| Lobo Negro                                                  | Rafael Romero Marchent              | | Spania                                                |                                                                 |
| The Long Riders                                             | Walter Hill                         | James Keach, Stacy Keach, David Carradine, Keith Carradine, Robert Carradine, Dennis Quaid, Randy Quaid, Christopher Guest, Nicholas Guest                                                                    | Statele Unite ale Americii                            | Outlaw Western                                                  |
| The Mountain Men                                            | Richard Lang                        | Charlton Heston, Brian Keith | Statele Unite ale Americii                            | Western tradițional                                             |
| Rodeo Girl                                                  | Jackie Cooper                       | Katharine Ross, Bo Hopkins | Statele Unite ale Americii                            | Rodeo Western                                                   |
| Tom Horn                                                    | William Wiard                       | Steve McQueen, Richard Farnsworth, Linda Evans | Statele Unite ale Americii                            | Western tradițional                                             |
| Urban Cowboy                                                | James Bridges                       | John Travolta, Debra Winger, Scott Glenn | Statele Unite ale Americii                            | contemporary Western                                            |
| Windwalker                                                  | Kieth Merrill                       | Trevor Howard | Statele Unite ale Americii                            | Western tradițional                                             |
| 1981                                                        |                                     | |                                                       |                                                                 |
| Cattle Annie and Little Britches                            | Lamont Johnson                      | Scott Glenn, Burt Lancaster, Rod Steiger, Diane Lane, Amanda Plummer | Statele Unite ale Americii                            | Outlaw Western                                                  |
| Comin' at Ya!                                               | Ferdinando Baldi                    | Tony Anthony, Victoria Abril, Gene Quintano | ,                                                     | 3-D Western                                                     |
| Death Hunt                                                  | Peter R. Hunt                       | Charles Bronson, Lee Marvin | Statele Unite ale Americii                            | Exotic Western                                                  |
| Duelo a muerte                                              | Rafael Romero Marchent              | Fernando Allende | Spania                                                |                                                                 |
| Hard Country                                                | David Greene                        | Jan-Michael Vincent, Kim Basinger | Statele Unite ale Americii                            | contemporary Western                                            |
| The Legend of the Lone Ranger                               | William A. Fraker                   | Klinton Spilsbury, Michael Horse, Christopher Lloyd, Jason Robards | ,                                                     | Fantasy Western                                                 |
| Outland                                                     | Peter Hyams                         | Sean Connery, Peter Boyle | Statele Unite ale Americii                            | Space Western                                                   |
| Pruncul, petrolul și ardelenii                              | Dan Pița                            | Mircea Diaconu, Ilarion Ciobanu, Ovidiu Iuliu Moldovan, Tania Filip | România                                               | comedy western                                                  |
| La venganza del Lobo Negro                                  | Rafael Romero Marchent              | | Spania                                                |                                                                 |
| 1982                                                        |                                     | |                                                       |                                                                 |
| The Avenging                                                | Lyman Dayton                        | Michael Horse, Sherry Hursey | Statele Unite ale Americii                            | B Western                                                       |
| Barbarosa                                                   | Fred Schepisi                       | Willie Nelson, Gary Busey | Statele Unite ale Americii                            | B Western                                                       |
| The Grey Fox                                                | Phillip Borsos                      | Richard Farnsworth | Canada                                                | Western tradițional                                             |
| Harry Tracy                                                 | William A. Graham                   | Bruce Dern, Helen Shaver, Michael C. Gwynne | Canada                                                | comedy Western                                                  |
| The Legend of Walks Far Woman                               | Mel Damski                          | Raquel Welch, Nick Mancuso, Branscombe Richmond | Statele Unite ale Americii                            |                                                                 |
| The Man from Snowy River                                    | George T. Miller                    | Tom Burlinson, Sigrid Thornton, Kirk Douglas | Australia                                             | Outback Western                                                 |
| Mother Lode                                                 | Charlton Heston                     | Charlton Heston, Kim Basinger, Nick Mancuso | Statele Unite ale Americii                            | contemporary Western                                            |
| Mountain Charlie                                            | George Stapleford                   | Dick Robinson, Denise Neilson | Statele Unite ale Americii                            | family Western                                                  |
| Plainsong                                                   | Ed Stabile                          | Jessica Nelson, Teresanne Joseph, Lyn Traverse | Statele Unite ale Americii                            | Western drama                                                   |
| The Shadow Riders                                           | Andrew McLaglen                     | Tom Selleck, Sam Elliott, Ben Johnson | Statele Unite ale Americii                            | Western tradițional                                             |
| Showdown at Eagle Gap                                       | William Witney                      | Madison Mason, Rockne Tarkington | Statele Unite ale Americii                            | B Western                                                       |
| Timerider: The Adventure of Lyle Swann                      | William Dear                        | Fred Ward, Peter Coyote | Statele Unite ale Americii                            | Time travel Western                                             |
| Triumphs of a Man Called Horse                              | John Hough                          | Richard Harris, Michael Beck | Statele Unite ale Americii                            | revisionist Western                                             |
| 1983                                                        |                                     | |                                                       |                                                                 |
| Al oeste del Río Grande                                     | José María Zabalza                  | Aldo Sambrell | Spania                                                |                                                                 |
| Eyes of Fire                                                | Avery Crounse                       | Dennis Lipscomb, Guy Boyd | Statele Unite ale Americii                            | Horror Western                                                  |
| Gold Rush Boys                                              | Steve Scott                         | J. W. King | Statele Unite ale Americii                            | Gay pornographic Western                                        |
| Un hombre llamado El Diablo                                 | Rafael Villaseñor Kuri              | Vicente Fernández | Mexic                                                 |                                                                 |
| Kenny Rogers as The Gambler: The Adventure Continues        | Dick Lowry                          | Kenny Rogers, Bruce Boxleitner, Linda Evans, Johnny Crawford, Charlie Fields, David Hedison, Robert Hoy, Brion James, Paul Koslo, Cameron Mitchell, Mitchell Ryan, Gregory Sierra, Ken Swofford, Harold Gould | Statele Unite ale Americii                            | Western tradițional                                             |
| Lone Star                                                   | !John Flynn                         | Lewis Smith, Alan Autry, Terri Garber, John McIntire, Chuck Connors | Statele Unite ale Americii                            | B Western                                                       |
| Lone Wolf McQuade                                           | Steve Carver                        | Chuck Norris, David Carradine | Statele Unite ale Americii                            | contemporary Western                                            |
| Mercenários de la muerte                                    | Gregorio Casal                      | Emilio Fernández | Mexic                                                 |                                                                 |
| Sacred Ground                                               | Charles B. Pierce                   | Tim McIntire, Jack Elam | Statele Unite ale Americii                            |                                                                 |
| The Scout                                                   | Dshamjangijn Buntar, Konrad Petzold | Gojko Mitić, Battsetseg Natsagdorj | Germania de Est                                       | revisionist Western                                             |
| September Gun                                               | Don Taylor                          | Robert Preston, Geoffrey Lewis | Statele Unite ale Americii                            | B Western                                                       |
| Todo un hombre                                              | Rafael Villaseñor Kuri              | Vicente Fernández | Mexic                                                 |                                                                 |
| 1984                                                        |                                     | |                                                       |                                                                 |
| Al Este del Oeste                                           | Mariano Ozores                      | Fernando Esteso, Fernando Sancho | Spania                                                | comedy Western                                                  |
| Charrito                                                    | Roberto Gómez Bolaños               | Roberto Gómez Bolaños, Rubén Aguirre | Mexic                                                 | comedy Western                                                  |
| Draw!                                                       | Steven Hilliard Stern               | Kirk Douglas, James Coburn | Canada                                                | comedy Western                                                  |
| No Man's Land                                               | Rod Holcomb                         | Stella Stevens | Statele Unite ale Americii                            | B Western                                                       |
| Yellow Hair and the Fortress of Gold                        | Matt Cimber                         | Laurene Landon | ,                                                     | Mexico Western                                                  |
| 1985                                                        |                                     | |                                                       |                                                                 |
| All American Cowboy                                         | Howell Upchurch                     | James Drury, Gene Autry, Chuck Connors, Buck Taylor | Statele Unite ale Americii                            | singing cowboy Western                                          |
| Alien Outlaw                                                | Phil Smoot                          | Stephen Winegard, Sunset Carson, Lash LaRue | Statele Unite ale Americii                            | Science fiction Western                                         |
| Atkins                                                      | Helge Trimpert                      | Oleg Borisov | Germania de Est                                       | Euro-Western                                                    |
| Forajidos en la mira                                        | Alberto Mariscal                    | Sergio Goyri | Mexic                                                 |                                                                 |
| El gatillo de la muerte                                     | Fernando Durán Rojas                | Fernando Almada | Mexic                                                 |                                                                 |
| Lust in the Dust                                            | Paul Bartel                         | Divine, Tab Hunter, Lainie Kazan | Statele Unite ale Americii                            | comedy Western                                                  |
| Man Hunt                                                    | Fabrizio De Angelis                 | Ethan Wayne, Ernest Borgnine | Italia                                                | contemporary Spaghetti Western                                  |
| Los matones del Norte                                       | Alfredo B. Crevenna                 | Armando Silvestre | Mexic                                                 |                                                                 |
| Pale Rider                                                  | Clint Eastwood                      | Clint Eastwood, Michael Moriarty, Carrie Snodgress | Statele Unite ale Americii                            | revisionist Western                                             |
| Robbery Under Arms                                          | Donald Crombie, Ken Hannam          | Sam Neill, Steven Vidler, Christopher Cummins | Australia                                             | Outback Western                                                 |
| Rustler's Rhapsody                                          | Hugh Wilson                         | Tom Berenger, G. W. Bailey, Marilu Henner | Statele Unite ale Americii                            | comedy Western                                                  |
| Silverado                                                   | Lawrence Kasdan                     | Kevin Costner, Brian Dennehy, Scott Glenn, Danny Glover, Kevin Kline | Statele Unite ale Americii                            | Western tradițional                                             |
| Space Rage                                                  | Conrad E. Palmisano                 | Richard Farnsworth, Michael Paré, John Laughlin, Lee Purcell | Statele Unite ale Americii                            | Space Western                                                   |
| The Wind Favors West                                        | Dean Reading                        | Jack Dillon | Statele Unite ale Americii                            |                                                                 |
| 1986                                                        |                                     | |                                                       |                                                                 |
| Ahora mis pistolas hablan                                   | Fernando Orozco, Aldo Sambrell      | Emilio Fernández, Aldo Sambrell | ,                                                     |                                                                 |
| Astucia                                                     | Mario Hernández                     | Ignacio López Tarso, Jorge Martínez de Hoyos | Mexic                                                 |                                                                 |
| The Aurora Encounter                                        | Jim McCullough, Sr.                 | Jack Elam, Peter Brown | Statele Unite ale Americii                            | comedy Science fiction Western                                  |
| Bianco Apache                                               | Claudio Fragasso, Bruno Mattei      | Sebastian Harrison, Lola Forner, Alberto Farnese | ,                                                     |                                                                 |
| Houston: The Legend of Texas                                | Peter Levin                         | Sam Elliott, Claudia Christian | Statele Unite ale Americii                            | Western tradițional                                             |
| The Last Days of Frank and Jesse James                      | William A. Graham                   | Johnny Cash, Kris Kristofferson | Statele Unite ale Americii                            | Outlaw Western (filmed at the Tennessee Valley Railroad Museum) |
| Louis L'Amour's Down the Long Hills                         | Burt Kennedy                        | Bruce Boxleitner, Bo Hopkins, David S. Cass, Sr. | Statele Unite ale Americii                            | Western tradițional                                             |
| La muerte de un pistolero                                   | Ángel Rodríguez Vázquez             | Hugo Stiglitz | Mexic                                                 |                                                                 |
| La rebelión de los colgados                                 | Juan Luis Buñuel                    | Fernando Balzaretti, Jean-François Stévenin | Mexic                                                 |                                                                 |
| Red Headed Stranger                                         | William Wittliff                    | Morgan Fairchild, Willie Nelson | Statele Unite ale Americii                            | Western tradițional                                             |
| The Return of Josey Wales                                   | Michael Parks                       | Michael Parks, Rafael Campos | Statele Unite ale Americii                            | Western tradițional                                             |
| Río de oro                                                  | Ralph E. Portillo                   | Henry Adriano | Mexic                                                 |                                                                 |
| Stagecoach                                                  | Ted Post                            | Johnny Cash, Willie Nelson, Kris Kristofferson, Waylon Jennings | Statele Unite ale Americii                            | Western tradițional                                             |
| ¡Three Amigos!                                              | John Landis                         | Steve Martin, Chevy Chase, Martin Short | Statele Unite ale Americii                            | comedy Western                                                  |
| El tres de copas                                            | Felipe Cazals                       | Humberto Zurita, Pedro Armendáriz, Jr. | Mexic                                                 |                                                                 |
| 1987                                                        |                                     | |                                                       |                                                                 |
| The Alamo: Thirteen Days to Glory                           | Burt Kennedy                        | James Arness, Brian Keith | Statele Unite ale Americii                            | Western tradițional                                             |
| Django 2                                                    | Nello Rossati                       | Franco Nero, Donald Pleasence | Italia                                                | Spaghetti Western                                               |
| Gunsmoke: Return to Dodge                                   | Vincent McEveety                    | James Arness, Amanda Blake, Steve Forrest, Buck Taylor | Statele Unite ale Americii                            | B Western (sequel to the TV-series 'Gunsmoke')                  |
| Hawken's Breed                                              | Charles B. Pierce                   | Peter Fonda | Statele Unite ale Americii                            |                                                                 |
| Independence                                                | John Patterson                      | John Bennett Perry | Statele Unite ale Americii                            | Western tradițional                                             |
| Kenny Rogers as The Gambler, Part III: The Legend Continues | Dick Lowry                          | Kenny Rogers, Bruce Boxleitner, Marc Alaimo, Michael Berryman, Melanie Chartoff, Charles Durning, Terrence Evans                                                                                              | Statele Unite ale Americii                            | Western tradițional                                             |
| La leyenda del manco                                        | Jaime Casillas                      | Julio Alemán | Mexic                                                 |                                                                 |
| A Man from the Boulevard des Capucines                      | Alla Surikova                       | Andrei Mironov | Uniunea Republicilor Sovietice Socialiste             | Ostern                                                          |
| Near Dark                                                   | Kathryn Bigelow                     | Adrian Pasdar, Jenny Wright, Lance Henriksen | Statele Unite ale Americii                            | Horror Western                                                  |
| Proud Men                                                   | William A. Graham                   | Alan Autry, Charlton Heston | Statele Unite ale Americii                            | Western tradițional                                             |
| Scalps!                                                     | Claudio Fragasso, Bruno Mattei      | Vassili Karis, Alberto Farnese | ,                                                     |                                                                 |
| Straight to Hell                                            | Alex Cox                            | Dick Rude, Sy Richardson, Courtney Love, Joe Strummer, Shane McGowan, Elvis Costello | Regatul Unit al Marii Britanii și al Irlandei de Nord | Punk Rock Spaghetti Western                                     |
| Walker                                                      | Alex Cox                            | Ed Harris, Peter Boyle | Statele Unite ale Americii                            | Acid Western                                                    |
| Yo soy el asesino                                           | José Loza                           | Carlos Canto | Mexic                                                 |                                                                 |
| 1988                                                        |                                     | |                                                       |                                                                 |
| Bonanza: The Next Generation                                | William F. Claxton                  | John Ireland, Barbara Anderson, Michael Landon, Jr. | Statele Unite ale Americii                            | B Western (sequel to the TV-series 'Bonanza')                   |
| The Cowboy and the Frenchman                                | David Lynch                         | Harry Dean Stanton, Jack Nance | Statele Unite ale Americii                            | short comedy Western                                            |
| Ghost Town                                                  | Richard Governor                    | Franc Luz, Catherine Hickland | Statele Unite ale Americii                            | Horror Western                                                  |
| The Man from Snowy River II                                 | Geoff Burrowes                      | Tom Burlinson, Sigrid Thornton, Brian Dennehy | Australia                                             | Outback Western                                                 |
| The Milagro Beanfield War                                   | Robert Redford                      | Christopher Walken, Rubén Blades, Julie Carmen, Chick Vennera, Sônia Braga | Statele Unite ale Americii                            | contemporary Western                                            |
| Once Upon a Texas Train                                     | Burt Kennedy                        | Willie Nelson, Richard Widmark | Statele Unite ale Americii                            | Outlaw Western                                                  |
| The Return of Desperado                                     | E.W. Swackhamer                     | Robert Foxworth, Vanessa Bell Calloway | Statele Unite ale Americii                            | B Western                                                       |
| Stranger on My Land                                         | Larry Elikan                        | Tommy Lee Jones, Richard Anderson | Statele Unite ale Americii                            | contemporany Western                                            |
| Sunset                                                      | Blake Edwards                       | Bruce Willis, James Garner | Statele Unite ale Americii                            | comedy Western                                                  |
| The Tracker                                                 | John Guillermin                     | Kris Kristofferson | Statele Unite ale Americii                            | Western tradițional                                             |
| Where The Hell's That Gold?                                 | Burt Kennedy                        | Willie Nelson, Jack Elam | Statele Unite ale Americii                            | comedy Western                                                  |
| Young Guns                                                  | Christopher Cain                    | Emilio Estevez, Kiefer Sutherland, Lou Diamond Phillips | Statele Unite ale Americii                            | Outlaw Western                                                  |
| 1989                                                        |                                     | |                                                       |                                                                 |
| Billy the Kid                                               | William A. Graham                   | Val Kilmer, Wilford Brimley | Statele Unite ale Americii                            | Outlaw Western                                                  |
| Cabalgando con la muerte                                    | Alfredo Gurrola                     | Mario Almada, Blanca Guerra | Mexic                                                 |                                                                 |
| Desperado: Badlands Justice                                 | E.W. Swackhamer                     | Alex McArthur, John Rhys-Davies | Statele Unite ale Americii                            | B Western                                                       |
| Desperado: The Outlaw Wars                                  | E.W. Swackhamer                     | Alex McArthur, Richard Farnsworth | Statele Unite ale Americii                            | B Western                                                       |
| El fugitivo de Sonora                                       | Alfredo B. Crevenna                 | Mario Almada | Mexic                                                 |                                                                 |
| El loco Bronco                                              | Alberto Mariscal                    | Ramiro Orci, Hugo Stiglitz | Mexic                                                 |                                                                 |
| Lonesome Dove                                               | Simon Wincer                        | Robert Duvall, Tommy Lee Jones | Statele Unite ale Americii                            | Western tradițional                                             |
| Old Gringo                                                  | Luis Puenzo                         | Jane Fonda, Gregory Peck, Jimmy Smits | Statele Unite ale Americii                            |                                                                 |
| Die Spur führt zum Silbersee                                | Günter Rätz                         | | Germania de Est                                       | animated Euro-Western                                           |